# Nikola Koljević
Nikola Koljević (Banja Luka, 1936. Beograd, 1997.) srpski je političar iz Bosne i Hercegovine rođen 1936. godine u Banja Luci u uglednoj trgovačkoj obitelji.
Fakultetski je profesor, prevoditelj i esejist. Važio je za jednog od najcjenjenijih šekspirologa u SFRJ. Na prvim višestranačkim izborima 1990. godine izabran je za srpskog člana Predsjedništva Republike Bosne i Hercegovine. U travnju 1992. godine napustio je Predsjedništvo i za vrijeme rata u Bosni i Hercegovini bio je potpredsjednik Republike Srpske. Nositelj je najvišeg odlikovanja RS – ordena Republike sa lentom. Obavljao je dužnost prorektora Sveučilišta u Istočnom Sarajevu. Dana 16. siječnja 1997. na Palama pucao je sebi u glavu i preminuo u bolnici u Beogradu.